# Leland (Name)
Leland ist ein englischer Familienname und von diesem abgeleiteter männlicher Vorname. Der Familienname geht ursprünglich auf einen englischen Ortsnamen mit der altenglischen Bedeutung „brach liegendes Land“ zurück. Der Vorname ist insbesondere in den USA gebräuchlich.

## Namensträger

### Vorname
- Leland Chapman (* 1976), US-amerikanischer Kopfgeldjäger
- Leland Fuller (1899–1962), US-amerikanischer Szenenbildner
- Leland H. Hartwell (* 1939), US-amerikanischer Biochemiker und Krebsforscher
- Monroe Leland Hayward (1840–1899), US-amerikanischer Politiker
- Leland Hobbs (1892–1966), US-amerikanischer General
- Leland Irving (* 1988), kanadischer Eishockeyspieler
- Leland Devon Melvin (* 1964), US-amerikanischer Astronaut
- Leland Orser (* 1960), US-amerikanischer Schauspieler
- Leland Sklar (* 1947), US-amerikanischer Bassist, Sänger und Komponist
- Leland Stanford (1824–1893), US-amerikanischer Eisenbahn-Unternehmer, Politiker und Begründer der Stanford University
- Leland Hayward (1902–1971), US-amerikanischer Theater- und Filmproduzent

#### Namensträgerin
- Leland Bardwell (1922–2016), irische Schriftstellerin

### Familienname
- Aaron Leland (1761–1832), US-amerikanischer Politiker und Vizegouverneur
- Brad Leland (* 1954), US-amerikanischer Schauspieler
- Charles Godfrey Leland (1824–1903), US-amerikanischer Abenteurer, Künstler und Dichter
- David Leland (Schauspieler, 1921) (1921–1987), US-amerikanischer Schauspieler
- David Leland (Schauspieler, 1932) (1932–1948), Schauspieler
- David Leland (Regisseur) (1941–2023), britischer Filmregisseur, Drehbuchautor und Schauspieler
- Henry Leland (1843–1932), US-amerikanischer Automobilunternehmer, Gründer der Unternehmen Cadillac und Lincoln
- John Leland (Bibliothekar) (1506–1552), englischer Altertumsforscher und Dichter
- John Leland (Theologe) (1691–1766), britischer presbyterianischer Theologe und Religionsphilosoph
- John Leland (Baptist) (1754–1841), US-amerikanischer Evangelist und Lobbyist für Religionsfreiheit
- Kristen Leland (* 1992), US-amerikanische Stabhochspringerin
- Mickey Leland (1944–1989), US-amerikanischer Politiker
- Waldo G. Leland (1879–1966), US-amerikanischer Historiker und Archivar